# Хикмен (округ, Теннесси)
Округ Хикмен (англ. Hickman County) располагается в штате Теннесси, США. Официально образован в 1807 году. По состоянию на 2010 год, численность населения составляла 24 690 человек.

## География
По данным Бюро переписи США, общая площадь округа равняется 1587,672 км2, из которых 1587,672 км2 — суша, и 0,100 км2 — или 0,020 % — это водоёмы.

## Население
По данным переписи населения 2000 года в округе проживает 22 295 жителей в составе 8081 домашнее хозяйство и 5 955 семей. Плотность населения составляет 14,00 человек на км2. На территории округа насчитывается 8904 жилых строения, при плотности застройки около 6,00-ти строений на км2. Расовый состав населения: белые — 93,71 %, афроамериканцы — 4,53 %, коренные американцы (индейцы) — 0,48 %, азиаты — 0,08 %, гавайцы — 0,01 %, представители других рас — 0,29 %, представители двух или более рас — 0,90 %. Испаноязычные составляли 1,00 % населения независимо от расы.
В составе 33,90 % из общего числа домашних хозяйств проживают дети в возрасте до 18 лет, 59,40 % домашних хозяйств представляют собой супружеские пары, проживающие вместе, 9,60 % домашних хозяйств представляют собой одиноких женщин без супруга, 26,30 % домашних хозяйств не имеют отношения к семьям, 22,60 % домашних хозяйств состоят из одного человека, 9,90 % домашних хозяйств состоят из престарелых (65 лет и старше), проживающих в одиночестве. Средний размер домашнего хозяйства составляет 2,59 человека, и средний размер семьи — 3,02 человека.
Возрастной состав округа: 24,70 % — моложе 18 лет, 8,50 % — от 18 до 24, 31,00 % — от 25 до 44, 23,80 % — от 45 до 64, и 23,80 % — от 65 и старше. Средний возраст жителя округа — 36 лет. На каждые 100 женщин приходится 112,50 мужчин. На каждые 100 женщин старше 18 лет приходится 111,50 мужчин.
Средний доход на домохозяйство в округе составлял 31 013 USD, на семью — 36 342 USD. Среднестатистический заработок мужчины был 29 411 USD против 21 185 USD для женщины. Доход на душу населения составлял 14 446 USD. Около 11,60 % семей и 14,30 % общего населения находились ниже черты бедности, в том числе — 15,90 % молодежи (тех, кому ещё не исполнилось 18 лет) и 18,40 % тех, кому было уже больше 65 лет.